# Anju y Kafei
Anju y Kafei son un par de personajes ficticios del videojuego de 2000 The Legend of Zelda: Majora's Mask.Como pareja romántica, son el tema de la misión secundaria «Testament of Love», en la que Anju le pide al protagonista Link que encuentre a su prometido Kafei; él se había escondido para poder recuperar una máscara que debía darle a Anju en su ceremonia de matrimonio, y también se había convertido en un niño. Como todo el contenido de Majora's Mask, la misión tiene un límite de tiempo y abarca los tres días del juego que transcurren antes de que la luna se estrelle y destruya el mundo. Link solo puede recuperar la máscara y reunir a la pareja el último día, y el final de la misión tiene lugar en los momentos finales.
El equipo de desarrollo agregó esta misión después de que asistieran a la boda de un miembro del personal durante una prueba de misiles en Corea del Norte, lo que llevó al director Eiji Aonuma a discutir lo extraño que era asistir a una boda cuando los misiles podrían atacar. También pensó que sería interesante incluir una boda, ya que las bodas no eran comunes en series de videojuegos como The Legend of Zelda. También quería hacerlo más complicado para los jugadores adultos, aunque señaló que apreciaba que Majora's Mask 3D hiciera más fácil resolver la misión. La pareja y su búsqueda recibieron una recepción positiva por parte de los jugadores, considerada como una de las mejores misiones tanto en The Legend of Zelda como en los videojuegos en general por múltiples críticos. El reencuentro fue considerado gratificante en sí mismo, y su romance fue considerado uno de los mejores en los videojuegos.

## Concepto y creación
Anju está basada en un personaje de The Legend of Zelda: Ocarina of Time llamada «Chicken Lady», identificado por el equipo de desarrollo del juego como un personaje relativamente normal en el juego. La boda entre Anju y Kafei fue concebida por primera vez después de que los miembros del equipo de desarrollo de Majora's Mask, asistieran a la boda de un miembro del personal poco después del lanzamiento de Ocarina of Time. En ese momento, estaban tratando de averiguar qué eventos incluir en Majora's Mask. La boda ocurrió durante la prueba del misil Taepodong-1 por parte de Corea del Norte. Al director Eiji Aonuma le pareció extraña la idea de asistir a una boda cuando podrían caer misiles. La discusión eventualmente evolucionó hacia cómo tal configuración tendría sentido para un entorno con una luna cayendo. También consideraron que una boda no es un escenario habitual para un videojuego como The Legend of Zelda, y que sería «realmente impactante» incluirlo.
Aonuma, mientras comentaba lo complicada que era la misión secundaria debido a lo difícil que podía ser entender los pasos, señaló que la diseñó de esta manera para «hacer que los temas fueran más maduros» y brindar un «momento dramático con un toque un poco más adulto». Explicó que estaban teniendo en cuenta el hecho de que su público objetivo era un poco mayor ahora, apuntando a los adultos, y asumieron que los mayores podrían comprender la misión más fácilmente. Sintió que las limitaciones del juego original hicieron que esto fuera más complicado de lo que le hubiera gustado, y se alegró de poder hacerlo más fácil en el relanzamiento para Nintendo 3DS.

## Apariciones
Anju y Kafei aparecen en el videojuego de 2000 The Legend of Zelda: Majora's Mask, un juego que funciona con un límite de tiempo de tres días (54 minutos en tiempo real) que puede repetirse en bucle. Las acciones de los múltiples personajes involucrados siguen un cronograma, lo que significa que los jugadores en control de Link deben completar su misión según un cronograma y, por lo tanto, pueden fallar en la misión. Su misión se desarrolla a lo largo de un lapso de tiempo de tres días y es la misión más larga del juego. Anju es empleada de una posada, mientras que Kafei es el hijo del alcalde de Termina. Estaban comprometidos, pero la máscara que Kafei le iba a dar a Anju como parte de una ceremonia de matrimonio fue robada, además de que Kafei fue convertido en un niño por el antagonista del juego, Skull Kid. Avergonzado, Kafei se escondió hasta que pudo recuperar la máscara. Mientras tanto, Anju continuó trabajando en la posada, preocupada por su prometido. Link se involucra después de aceptar ayudar a buscar a Kafei.
Cuando pregunta a Anju por él, ella le pide que regrese más tarde para darle una carta que debe entregar a Kafei. Link se lo entrega a un niño que lleva una máscara de Keaton, quien descubre que es Kafei. Él le da el Colgante de los Recuerdos para que se lo entregue a Anju, lo que hace que ella decida esperarlo. Kafei va a buscar su máscara en el escondite del ladrón en el Cañón Ikana; si Link ayuda, ambos pueden recuperar la máscara antes de que se pierda. Poco antes de la caída de la luna, Kafei se reúne con Anju, quien lo reconoce a pesar de su forma. Se abrazan antes de intercambiar las máscaras, convirtiéndose en una pareja, con Link recibiendo la Máscara de los Novios como testigo. Se quedan, decididos a recibir el amanecer juntos. El día después de que Link detiene la caída de la luna, Anju y Kafei celebran su boda.
Anju aparece más tarde en The Legend of Zelda: The Minish Cap como una encarnación diferente del personaje. Kafei también apareció como un espíritu coleccionable en Super Smash Bros. Ultimate, objetos coleccionables que están asociados con uno de los personajes jugables del juego y se pueden usar para modificar la experiencia de juego de alguna manera.

## Recepción
Anju y Kafei han recibido una recepción generalmente positiva, y su búsqueda ha sido elogiada como una de las mejores historias de Majora's Mask. El escritor de Game Informer, Blake Woog, la consideró una de las misiones secundarias más famosas y «desgarradoras» de The Legend of Zelda, mientras que el escritor de Den of Geek, Matthew Byrd, la llamó la mejor misión de la serie y una de las misiones más complicadas en cualquier videojuego. Sintió que, a pesar de ser demasiado frustrante o complicado para algunos, la recompensa de finalmente reunirlos nuevamente hace que valga la pena, más de lo que hubiera valido la pena algo dentro del juego. El escritor de RPGFan, Nilson Carroll, lo destacó entre las mejores misiones secundarias de The Legend of Zelda, calificándolo de «legendario» y comentando cómo muestra el amor que persiste en la oscuridad. El escritor Taylor Yust consideró que la búsqueda de Anju y Kafei era un buen ejemplo de sinergia entre jugabilidad e historia. Al igual que Byrd, sintieron que la verdadera recompensa era reunir a la pareja y que la jugabilidad mejoraba el significado temático de la misión para el jugador. La escritora de BuzzFeed News, Alanna Okun, calificó la trama entre Anju y Kafei como la «subtrama más conmovedora» de los videojuegos, y se mostró decepcionada porque no se haya hecho más material sobre ellos. El escritor de GamesRadar, Connor Sheridan, también sintió que la búsqueda de Anju y Kafei era más agradable que la historia principal, un sentimiento compartido por el escritor de Screen Rant, Ross Griffin.
El romance de Anju y Kafei fue particularmente bien recibido, y la escritora de Nintendojo, Katharine Byrne, lo consideró un ejemplo de calidad del romance en los videojuegos. Ella habló de lo desesperanzado que podría ser, particularmente si su búsqueda se completa sin haber despertado primero a los cuatro Gigantes, ya que significaría que solo se reunirían para poder morir juntos, ya que Link no puede detener la luna y debe regresar al pasado. Ella calificó el reencuentro entre ambos como uno de los momentos más emotivos de The Legend of Zelda. El escritor de Destructoid, Daniel Starkey, elogió su reunión, comentando que su amor es «completamente mutuo y se expresa con elegancia». Utilizó esto como un ejemplo de la «reunión de amantes», y discrepó del escepticismo de Roger Ebert sobre los videojuegos como arte debido a la interactividad de esta búsqueda. El escritor de Destructoid calificó la escena de la reunión como particularmente memorable y emotiva. Pedro Hernández, redactor de Nintendo World Report, consideró que fue un momento destacado del juego y dijo que «le tocó la fibra sensible». Consideró que el final fue la mejor parte de la historia, ya que fue «romántico y agridulce» debido a que les quedaba tan poco tiempo juntos.
Al considerar las mejores parejas de los videojuegos de Nintendo, el escritor de Game Rant, Michael Sriqui, señaló que si bien el resto de la lista tenía al menos un personaje principal, tuvo que incluir a Anju y Kafei, y la calificó como la mejor misión secundaria de los videojuegos. Le pareció una historia muy bonita y dijo que sólo podría funcionar en los videojuegos. La escritora de The Gamer, Bella Blondeau, los consideró su pareja romántica favorita en The Legend of Zelda y un «punto culminante narrativo» de Majora's Mask. Si bien lo consideró sombrío, vio su descripción del «amor superando todos los obstáculos» como esperanzadora, sintiendo que la felicidad de Anju y Kafei es una de las fuerzas impulsoras detrás de la búsqueda de Link para evitar que la luna se estrelle. Un escritor de Game Developer comentó cómo el amor incondicional de Anju por Kafei a pesar de los fracasos percibidos de Kafei enseña a los jugadores que si alguien los ama de verdad, esa persona llegará a un acuerdo.